# Добровский сельсовет (Липецкая область)
Добровский сельсове́т — сельское поселение в Добровском районе Липецкой области. 
Административный центр — село Доброе.

## История
В соответствии с законом Липецкой области №114-оз «О наделении муниципальных образований в Липецкой области статусом городского округа, муниципального  района, городского и сельского поселения» от 2 июля 2004 года Добровский сельсовет наделён статусом сельского поселения.

## Население
| 2010  | 2012  | 2013  | 2014  | 2015  | 2016  | 2017  |
| ----- | ----- | ----- | ----- | ----- | ----- | ----- |
| 5668  | ↘5568 | ↘5437 | ↘5374 | ↗5419 | ↘5409 | ↗5475 |
| 2018  | 2021  |       |       |       |       |       |
| ↘5463 | ↗6724 |       |       |       |       |       |

## Состав сельского поселения
| № | Населённый пункт | Тип населённого пункта       | Население |
| - | ---------------- | ---------------------------- | --------- |
| 1 | Доброе           | село, административный центр | ↗6482     |
| 2 | Заводской        | посёлок                      | ↗40       |
| 3 | Зарницы          | посёлок                      | ↘95       |
| 4 | Нейманский       | посёлок                      | 88        |